# Rejon czehryński
Rejon czehryński – była jednostka administracyjna wchodząca w skład obwodu czerkaskiego Ukrainy.
Rejon utworzony w 1965, miał powierzchnię 1217 km² i liczył około 32 tysięcy mieszkańców. Siedzibą władz rejonu był Czehryń.
Na terenie rejonu znajdują się: jedna miejska rada i 18 silskich rad, obejmujących w sumie 28 wsi i siedem osad.

## Miejscowości rejonu
- (Боровиця)
- (Буда)
- (Бурякове)
- Czehryń (Чигирин)
- (Чернече)
- (Чмирівка)
- (Деменці)
- (Галаганівка)
- (Гненне)
- Hołowkówka (Головківка)
- (Худоліївка)
- (Іванівка)
- (Івківці)
- (Красносілля)
- (Кудашеве)
- (Матвіївка)
- Medwedówka (Медведівка)
- Mielniki[2] (Мельники)
- (Новоселиця)
- (Погорільці)
- (Полуднівка)
- (Рацеве)
- (Розсошинці)
- (Рублівка)
- (Скаржинка)
- (Скелівка)
- (Стецівка)
- Subotów (Суботів)
- (Тарасо-Григорівка)
- (Тіньки)
- (Топилівка)
- (Трушівці)
- (Вдовичине)
- (Вершаці)
- (Вітове)
- (Зам'ятниця)